# Австрия на зимних Олимпийских играх 1924
Австрия принимала участие в Зимних Олимпийских играх 1924 года в Шамони (Франция), где завоевала одну серебряную и две золотые медали.

## Медалисты
| Медаль  | Спортсмен                       | Вид спорта       | Дисциплина                 |
| ------- | ------------------------------- | ---------------- | -------------------------- |
| Золото  | Хелен Энгельманн Альфред Бергер | Фигурное катание | Пары                       |
| Золото  | Херма Сабо                      | Фигурное катание | Женщины, одиночное катание |
| Серебро | Вилли Бёкль                     | Фигурное катание | Мужчины, одиночное катание |